# Lukas Maase
Lukas Maase (Dresden, 28 de julho de 1998) é um jogador de voleibol alemão que atua na posição de central.

## Carreira

### Clube
Lukas atuou nas categorias de base do VC Dresden de 2006 a 2016, sendo efetivado no time principal na temporada 2017-18. Após o rebaixamento da equipe para a segunda divisão do campeonato alemão, o central se transferiu para o GSVE Delitzsch para a temporada 2017–18. Em 2018, o atleta fez sua estreia na 1. Bundesliga após ser contratado pelo SWD Powervolleys Düren.
Com a nova equipe, o central foi vice-campeão da Copa da Alemanha de 2019–20, após perder a final para o Berlin Recycling Volleys pelo placar de 3 a 0. Na temporada seguinte, após se transferir para o VfB Friedrichshafen, foi vice-campeão alemão após três derrotas para o Berlin Recycling Volleys nas finais. No ano seguinte, voltou a conquistar o vice-campeonato alemão após três derrotas novamente nas finais para o Berlin Recycling Volleys, além de conquistar o título da Copa da Alemanha contra o SVG Lüneburg.
Em 2022, o atleta foi contratado para representar a camisa do SVG Lüneburg na temporada 2022–23. Ao término da referida temporada, o atleta fez sua estreia no voleivol francês ao assinar com o Paris Volley, enquanto na temporada seguinte, permanecendo na primeira divisão do Campeonato Francês, fechou com o Chaumont Volley-Ball 52.

### Seleção
Maase disputou o Campeonato Mundial Sub-19 de 2015, terminando o torneio na décima terceira colocação. Estreou na seleção adulta alemã na fase classificatória da Liga das Nações de 2019.

## Títulos
VfB Friedrichshafen
- Copa da Alemanha: 2021–22

## Clubes
| Anos      | Clube                   |
| --------- | ----------------------- |
| 2016–2017 | VC Dresden              |
| 2017–2018 | GSVE Delitzsch          |
| 2018–2020 | SWD Powervolleys Düren  |
| 2020–2022 | VfB Friedrichshafen     |
| 2022–2023 | SVG Lüneburg            |
| 2023–2024 | Paris Volley            |
| 2024–     | Chaumont Volley-Ball 52 |